# Cagliari Calcio 2018-2019
Questa voce raccoglie le informazioni riguardanti il Cagliari Calcio nelle competizioni ufficiali della stagione 2018-2019.

## Stagione
La stagione del Cagliari inizia il 5 luglio con il ritiro precampionato ad Aritzo, a cui è seguita la seconda parte del ritiro dal 14 al 28 luglio a Peio. Il calciomercato estivo è segnato dall'arrivo di Darijo Srna, esperto difensore croato che arriva in Sardegna dopo 15 stagioni con gli ucraini dello Šachtar. In difesa, allo scadere della finestra di mercato, arriva anche l'estone Ragnar Klavan dal Liverpool vicecampione europeo. A centrocampo arrivano l'argentino Lucas Castro, fedele del nuovo allenatore Maran che lo ebbe sia al Chievo che al Catania, e il croato Filip Bradarić vicecampione del mondo a Russia 2018. Spazio anche a due vecchie conoscenze tra le file dei sardi: dal Perugia torna dal prestito Marko Pajač, terzo croato della rosa, e l'italiano Alberto Cerri, ceduto definitivamente la stagione precedente e riacquistato in prestito con obbligo di riscatto. Dall'Olbia ritorna dopo 12 anni, come terzo portiere, il carboniense Simone Aresti.
Sul fronte cessioni, prima del ritiro vengono ceduti definitivamente tre dei protagonisti dell'ultima promozione in serie A, Federico Melchiorri, Bartosz Salamon e Luka Krajnc, rispettivamente a Perugia, SPAL e Frosinone (questi ultimi due già in tali formazioni la stagione precedente), e Senna Miangue ai belgi dello Standard Liegi. Dopo il ritiro di Aritzo saluta anche l'attaccante Niccolò Giannetti, che scende di categoria al Livorno. Nell'ultima settimana vengono ceduti anche il regista argentino Santiago Colombatto, in B al Verona, Alessandro Deiola al Parma e il nord-coreano Han Kwang-Song al Perugia. Continua la collaborazione con l'Olbia, a cui vengono girati i prestiti dei giovani Crosta, Pinna, Tetteh, Biancu, oltre ai già esordienti col Cagliari, l'ex juventino Caligara e il colombiano Damir Ceter. Rispetto alla stagione precedente si segnala anche il non rinnovo del prestito al brasiliano Leandro Castán e il ritiro dal calcio giocato della bandiera Andrea Cossu, entrata a far parte dello staff tecnico delle giovanili.
Come da tradizione negli ultimi anni, l'esordio ufficiale avviene nel terzo turno di Coppa Italia nella settimana ferragostana. L'avversario di turno è il Palermo, militante in Serie B. Tuttavia, il match non è semplice e serve una doppietta di Leonardo Pavoletti per superare il turno. L'esordio in campionato invece non è positivo: in casa dei neopromossi dell'Empoli sulla carta sfavoriti, arriva una netta sconfitta per 2-0. Nella prima in casa alla Sardegna Arena poi ancora Pavoletti porta in vantaggio due volte i rossoblù contro il Sassuolo ma prima Berardi e poi Boateng al 99' su rigore nell'ultima azione di gara negano la gioia dei primi 3 punti. Prima vittoria che arriva la settimana successiva in casa dell'Atalanta per 1-0 con gol su punizione di Nicolò Barella. A seguito dell'ottima prestazione all'Atleti Azzurri d'Italia arriva un alto prezioso punto contro il Milan bloccato sull'1-1 a Cagliari. Settembre al contrario non si rivela fruttifero: a Parma arriva una sonora sconfitta per 2-0, stesso risultato a fine mese a Milano contro l'Inter. Nel mezzo uno scialbo 0-0 infrasettimanale contro la Sampdoria.
A ottobre la squadra di Maran rialza la testa e mette in cascina risultati pesanti per la lotta alla salvezza: due pesanti vittorie casalinghe contro Bologna e Chievo (rispettivamente per 2-0 e 2-1) inframezzati da un pareggio esterno contro la quotata Fiorentina per 1-1, che piazzano la squadra al dodicesimo posto. Il 3 novembre il Cagliari fa visita all'eptacampione Juventus: la prestazione è ottima, sebbene un gol nel primo minuto di Paulo Dybala obbliga i sardi a rincorrere da subito. João Pedro accorcia ma ancora una volta dopo un minuto uno sfortunato autogol di Filip Bradarić fa mettere la testa avanti ai bianconeri. La gara è aperta ma a tre dalla fine è Juan Cuadrado a chiudere le ostilità sul 3-1 finale. Tale prestazione non viene però ripetuta nello scontro diretto per la salvezza allo Stadio Paolo Mazza di Ferrara contro la SPAL: un brutto Cagliari va sotto due volte e solo due gol in tre minuti (da parte di Pavoletti e Artur Ioniță) permettono di acciuffare un pareggio.
Il 25 novembre però arriva una tegola sul club cagliaritano: il neo-acquisto Lucas Castro, progressivamente sempre più determinante per la squadra fino a quel punto soprattutto con l'avanzamento sulla trequarti, si procura nell'allenamento pre-Torino la rottura del legamento crociato del ginocchio sinistro, obbligando l'argentino a stare lontano dai campi fino al termine della stagione. Con i granata arriverà un pareggio casalingo a reti bianche. Pareggio, per 1-1, arrivato anche in Ciociaria contro il Frosinone, con ancora una volta i sardi in svantaggio e punto riacciuffato nel secondo tempo con gol di Diego Farias. Dicembre pone di fronte a Dessena e compagni prima gli ottavi di finale di Coppa Italia e poi tre match ostici sulla carta. In coppa è il Chievo l'avversario di turno: le due squadre, fitte di riserve, si sfidano davanti a uno Stadio Marcantonio Bentegodi quasi deserto in una fredda serata infrasettimanale. Sono i gol di Alberto Cerri prima e Fabio Pisacane dopo il pareggio scaligero a garantire l'approdo ai quarti di finale, mancanti da 3 stagioni (in quell'occasione i rossoblù erano addirittura in Serie B).
Tornando al campionato, alla Sardegna Arena arriva la Roma, la quale sembra sistemare la pratica nel primo tempo andando a segno due volte. Ioniță all'84' segna e ridà speranze, che sembrano spegnersi però nel recupero quando dopo un contrasto tra Faragò e il portiere giallorosso Olsen vengono espulsi per proteste sia il capitano in campo Luca Ceppitelli che il croato Srna. In 9 contro 11 però, nell'ultima azione, arriva un incredibile gol di Marco Sau che regala un punto insperato. La settimana successiva arriva la vicecapolista Napoli e la prestazione è prettamente difensiva ma ancora una volta egregia e solo un gol al 91' su punizione di Arkadiusz Milik garantisce la vittoria ai partenopei. Il terzo ostico match è a Roma contro la Lazio: questa volta la prestazione è disastrosa e i biancocelesti passeggiano vincendo per 3-1. Nel finale di girone d'andata arriva un'altra vittoria importante in chiave salvezza contro il Genoa per 1-0 e una parimenti pesante sconfitta per 2-0 nello scontro diretto contro l'Udinese. Ciononostante Maran e soci virano al giro di boa con 20 punti in esatta media salvezza.
Il nuovo anno riparte a metà gennaio con i quarti di finale di Coppa Italia. Alla Sardegna Arena arriva l'Atalanta di Gian Piero Gasperini. La nuova organizzazione del calendario stagionale pone la sfida dopo quasi 20 giorni di sosta natalizia e gli allenatori ne approfittano per schierare insolitamente i titolari. Ne esce una gara aperta ed equilibrata soprattutto nel primo tempo, e solo nella seconda frazione i bergamaschi alzano il ritmo ma solo nel finale legittimano la vittoria per 2-0 e il passaggio del turno, con Zapata all'88' e Pašalić al 93', eliminando dalla competizione i sardi. Da segnalare l'apertura a inizio mese del mercato di riparazione: il primo colpo, con esordio proprio nei minuti finali di coppa, è lo sloveno Valter Birsa dal Chievo, occorso a tappare il buco lasciato sulla trequarti dall'infortunato Castro e anch'egli come l'argentino ex giocatore di Maran fino alla stagione precedente. Allo stesso tempo lascia dopo 9 stagioni il capitano Daniele Dessena, direzione Brescia dell'ex presidente Massimo Cellino, mentre viene acquistato a titolo definito il difensore polacco Sebastian Walukiewicz dal Pogoń Stettino, dove rimarrà in prestito fino al termine della stagione. Il 25 gennaio viene ufficializzato l'acquisto del mediano Christian Oliva, classe 1996, dal Nacional, andando così a rinforzare la colonia di uruguagi, diventandone il diciassettesimo della storia del club rossoblù. È però nell'ultima giorno di mercato, il 31 gennaio, che si azionano prepotentemente le porte girevoli in casa rossoblù. A Dessena si aggiungono altri due addii pesanti: il sardo Marco Sau, che si accasa alla Sampdoria e il brasiliano Diego Farias all'Empoli, i quali lasciano la squadra rispettivamente dopo 7 e 5 stagioni. A fare loro compagnia i poco convincenti Marco Andreolli e Marko Pajač, direzione Chievo ed Empoli. Per rimpiazzarli vengono acquistati i difensori Fabrizio Cacciatore dal Chievo, il nazionale U21 Luca Pellegrini dalla Roma e il francese Maxime Leverbe dalla Sampdoria, e in attacco l'esterno offensivo bulgaro Kiril Despodov dal CSKA Sofia e dalla Fiorentina l'esperto attaccante francese Cyril Théréau.
Il mese di gennaio è negativo per la squadra: dopo avere pareggiato in extremis per 2-2 contro l'Empoli, ha poi perso 3-0 contro il Sassuolo e, con Barella che ha anche avuto una flessione nel rendimento per via delle voci di mercato su di lui. In febbraio continua il momento negativo della squadra: il 4 febbraio perde 1-0 (in casa) con l'Atalanta e iniziano a esserci voci sull'esonero di Rolando Maran; successivamente perde 3-0 contro il Milan indebolendo ulteriormente la posizione del tecnico veneto a cui però viene data un'ultima possibilità la partita dopo contro il Parma. Ed è proprio contro gli emiliani che la squadra sarda torna a vincere con un 2-1 in rimonta e Maran così salva la propria panchina.
Dopo avere perso 1-0 con la Sampdoria con una squadra rimaneggiata, con il medesimo risultato apre il mese di marzo battendo l'Inter meritatamente. Tuttavia la sfida seguente gli isolani perdono per 2-0 contro il Bologna terz'ultimo trovandosi a +6 dal terz'ultimo posto; dopo questa gara i rossoblù iniziano una serie positiva battendo la Fiorentina (ancora 2-1) e il Chievo (0-3, prima vittoria dei sardi a Verona contro il Chievo in Serie A), interrotta il 2 aprile dalla sconfitta interna per 2-0 contro la Juventus (in cui non sono mancate le polemiche per dei cori razzisti dei tifosi all'attaccante bianconero Moise Kean autore del 2-0), ma ripresa nelle 3 sfide successive in cui hanno vinto 2-1 contro la SPAL, pareggiato 1-1 in casa del Torino in lotta per un posto in Europa per poi raggiungere il 20 aprile, alla 33ª giornata con 5 partite d'anticipo, la quota dei 40 punti, in genere soglia ufficiosa per la salvezza, vincendo 1-0 sul Frosinone, raggiungendo il decimo posto a +11 dall'Empoli terz'ultimo.
La società da lì in poi annuncia che l'obbiettivo per il finale di stagione è il raggiungimento del decimo posto, tuttavia arrivano tre sconfitte di fila: due nette contro le romane, all'Olimpico contro la Roma per 3-0 e in casa contro la Lazio per 2-1, e nel mezzo contro il Napoli fuori casa a causa di un discusso rigore per i partenopei nei minuti di recupero per un fallo di mano al limite dell'area di rigore di Cacciatore (dopo le furiose polemiche del direttore sportivo Carli sarà necessaria un chiarimento del designatore Nicola Rizzoli, il quale comunicherà che anche per casi simili è in vigore la tecnologia 3D utilizzata dal VAR nei casi di fuorigioco, casistica fin da allora inedita a tutti, addetti ai lavori compresi). A causa di questa frenata accompagnata da una accelerazione in classifica da parte delle rivali in coda, la matematica salvezza viene raggiunta soltanto alla 37ª giornata con il punto conquistato in casa della diretta rivale Genoa con un 1-1. All'ultima giornata, complice la classifica cortissima in coda e scontri diretti o improbi nelle zone calde, il raggiungimento del decimo posto era ancora possibile. Tuttavia, già il sabato precedente al match contro l'Udinese il Bologna passa sul campo del Napoli vanificando così l'arrivo nella prima metà della classifica. Coi friulani arriverà poi comunque una sconfitta casalinga per 2-1 (16º gol di Pavoletti, 11º di testa) che piazzerà i sardi al 15º posto finale con 41 punti, con 3 punti di vantaggio sulla zona retrocessione e 3 di distanza dalla 10ª piazza.

## Divise e sponsor
I principali sponsor di maglia sono ISOLA Artigianato di Sardegna, marchio istituzionale della Regione Sardegna, e Birra Ichnusa (come da accordo pluriennale fino al 2019); per il solo campionato è presente il retro-sponsor Nieddittas, azienda oristanese attiva nella mitilicoltura, visto l'accordo triennale valido fino al 2020. Lo sponsor tecnico è, come da contratto triennale, Macron.. Da questa stagione la Lega Serie A dà il via libera all'inserimento del quarto spazio pubblicitario nelle maglie da gioco nella manica sinistra. Dall'inizio della stagione fino al 5 dicembre appare quindi sulle maglie non uno sponsor ma una patch con il logo dell'associazione Io tifo positivo dell'associazione in onore di Candido Cannavò e patrocinata da Infront. Dalla partita dell'8 dicembre 2018 invece viene posizionato il primo vero sponsor, l'azienda petrolchimica Fluorsid, di proprietà del presidente rossoblù Tommaso Giulini e proprietaria delle azioni del club stesso.
In Coppa Italia, invece, il back sponsor è stato per il terzo e il quarto turno l'azienda sarda BlueShark Srl, specializzata in strutture civili ed industriali e società costruttrice della Sardegna Arena, mentre dagli ottavi di finale, come la passata stagione, sul retro della maglia è comparso il marchio Azimut Investimenti.
La prima maglia, presentata al termine della stagione 2017-2018 durante il Trofeo Sardegna disputato contro l'Olbia, mantiene le due grandi bande verticali rosso e blu arricchite da righe orizzontali: in alto a destra è ricamato il logo Macron, a sinistra, lato cuore, lo stemma del club sardo. Il colletto è a V e presenta nel retro lo stemma del Cagliari, lo scudetto e la scritta “CAGLIARI CAMPIONE D’ITALIA 1969-70”, mentre appena sono il collo è apposta la scritta "CAGLIARI 1920"; completano la divisa pantaloncini blu e calzettoni blu con striscia centrale e verticale di colore rosso. La seconda maglia, mostrata per la prima volta durante il ritiro di Aritzo, è invece bianca con due righe verticali centrali rossa e blu, riproposti in alternanza nei bordi manica, sul fianco e sul bordo del collo. Così come la prima maglia, sul petto a destra si trova il logo Macron, sul cuore lo scudetto della squadra, mentre il retro del colletto è personalizzato con etichetta che riporta lo stemma del club, lo scudetto di Campioni d’Italia e la scritta "CAGLIARI CAMPIONE D’ITALIA 1969-70": sotto al collo compare in rilievo la scritta "CAGLIARI 1920". Il kit è completato da shorts bianchi con coulisse del medesimo colore e puntali rosso e blu e da calzettoni bianchi con due righe verticali centrali rossoblù e orizzontalmente la scritta "CAGLIARI 1920". Svelate anche le due maglie da gioco dei portieri: una versione è in grigio con dettagli neri intorno al collo e sulle spalle, l’altra è giallo fluo, entrambe girocollo a manica lunga.
Il 12 agosto, in occasione del primo match ufficiale della stagione nonché terzo turno di Coppa Italia contro il Palermo, viene presentata la terza maglia: di colore blu navy e caratterizzata da un elegante rigato in grafica embossata, tono su tono, è accompagnata da pantaloncini anch'essi blu navy e calzettoni rossi. I restanti dettagli sono analoghi alle prime due maglie utilizzate in stagione. Seppur non presentata ufficialmente e non inserita nella nuova collezione, si apprende dal comunicato del 27 luglio della Lega Serie A, relativo alle norme sulla confondibilità dei colori delle divise di ogni squadra disputante le competizioni organizzate dalla Lega stessa, che la terza maglia rossa della stagione 2017-2018 sarà a disposizione come quarta maglia.
| Casa | Trasferta | Terza | Quarta |

## Organigramma societario
Organigramma aggiornato al 21 agosto 2018.
Area direttiva
- Presidente: Tommaso Giulini
- Vicepresidente: Stefano Filucchi
- Direttore Generale: Mario Passetti
- Amministratore Delegato: Carlo Catte
- Consiglieri di Amministrazione: Massimo Delogu, Pasquale Lavanga, Lior Metzinger, Stefano Signorelli
- Collegio sindacale: Luigi Zucca, Giovanni Pinna Parpaglia, Piero Sanna Randaccio

Organizzazione esecutiva
- Segretario generale sportivo: Matteo Stagno
- Team Manager: Roberto Colombo
- Responsabile Infrastrutture e Sicurezza: Franco Marongiu
- Responsabile Marketing: Federica Vargiu
- Responsabile Comunicazione: Alessandro Steri
- Responsabile Contabilità e Personale: Danila Fenu
- Responsabile Amministrativo e Reporting: Mauro Congia
- Responsabile Biglietteria: Stefano Fenu
- Delegato Sicurezza Stadio: Andrea Muggianu
- Supporter Liaison Officer: Andrea Atzori

Area tecnica
- Direttore Sportivo: Marcello Carli
- Responsabile Area tecnica: Daniele Conti[75]
- Allenatore: Rolando Maran[76]
- Allenatore in seconda: Christian Maraner[77]
- Collaboratori tecnici: Ivan Moretto[77], Andrea Tonelli[77]
- Match Analysis: Gianluca Maran[77]
- Allenatore dei portieri: Antonello Brambilla[77]
- Preparatori atletici: Francesco Petrarca[78], Francesco Fois[77]

Area scouting
- Responsabile: Riccardo Guffanti
- Scout: Danilo Sancamillo, Andrea Cossu, Leonardo Bonacher

Area sanitaria
- Responsabile: Marco Scorcu
- Medico prima squadra: Roberto Mura
- Fisioterapisti: Salvatore Congiu, Simone Ruggiu

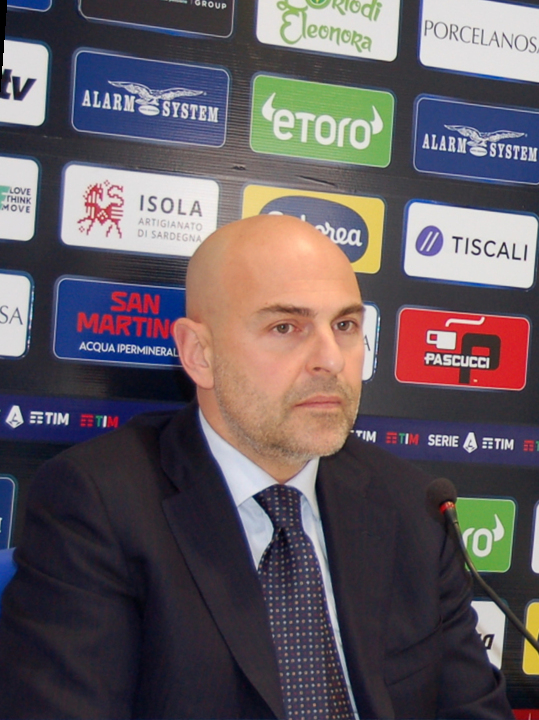
Il presidente del Cagliari Tommaso Giulini, in carica dal 2014.

## Rosa
Rosa e numerazione sono aggiornate al 2 febbraio 2019.
| N. |                      | Ruolo | Calciatore          |
| -- | -------------------- | ----- | ------------------- |
| 1  | Brasile (bandiera)   | P     | Rafael              |
| 2  | Croazia (bandiera)   | D     | Marko Pajač         |
| 3  | Italia (bandiera)    | D     | Marco Andreolli     |
| 3  | Italia (bandiera)    | D     | Luca Pellegrini     |
| 4  | Italia (bandiera)    | C     | Daniele Dessena     |
| 6  | Croazia (bandiera)   | C     | Filip Bradarić      |
| 8  | Italia (bandiera)    | C     | Luca Cigarini       |
| 9  | Italia (bandiera)    | A     | Alberto Cerri       |
| 10 | Brasile (bandiera)   | C     | João Pedro          |
| 12 | Italia (bandiera)    | P     | Riccardo Daga       |
| 12 | Italia (bandiera)    | D     | Fabrizio Cacciatore |
| 14 | Slovenia (bandiera)  | C     | Valter Birsa        |
| 15 | Argentina (bandiera) | C     | Santiago Colombatto |
| 15 | Estonia (bandiera)   | D     | Ragnar Klavan       |
| 16 | Italia (bandiera)    | P     | Simone Aresti       |
| 17 | Brasile (bandiera)   | A     | Diego Farias        |
| 17 | Uruguay (bandiera)   | C     | Christian Oliva     |
| 18 | Italia (bandiera)    | C     | Nicolò Barella      |
| 19 | Italia (bandiera)    | D     | Fabio Pisacane      |
| 20 | Italia (bandiera)    | C     | Simone Padoin       |
| 21 | Moldavia (bandiera)  | C     | Artur Ioniță        |

| N. |                           | Ruolo | Calciatore                 |
| -- | ------------------------- | ----- | -------------------------- |
| 22 | Grecia (bandiera)         | D     | Charalampos Lykogiannīs    |
| 23 | Italia (bandiera)         | D     | Luca Ceppitelli (capitano) |
| 24 | Italia (bandiera)         | D     | Paolo Faragò               |
| 25 | Italia (bandiera)         | A     | Marco Sau                  |
| 26 | Francia (bandiera)        | D     | Maxime Leverbe             |
| 27 | Italia (bandiera)         | C     | Alessandro Deiola          |
| 28 | Italia (bandiera)         | P     | Alessio Cragno             |
| 29 | Argentina (bandiera)      | C     | Lucas Castro               |
| 30 | Italia (bandiera)         | A     | Leonardo Pavoletti         |
| 32 | Corea del Nord (bandiera) | A     | Han Kwang-Song             |
| 32 | Bulgaria (bandiera)       | A     | Kiril Despodov             |
| 33 | Croazia (bandiera)        | D     | Darijo Srna                |
| 36 | Italia (bandiera)         | C     | Riccardo Doratiotto        |
| 37 | Italia (bandiera)         | A     | Francesco Verde            |
| 38 | Italia (bandiera)         | C     | Fabrizio Caligara          |
| 38 | Italia (bandiera)         | C     | Riccardo Ladinetti         |
| 39 | Italia (bandiera)         | D     | Marco Capuano              |
| 39 | Italia (bandiera)         | C     | Nunzio Lella               |
| 56 | Italia (bandiera)         | D     | Filippo Romagna            |
| 77 | Francia (bandiera)        | A     | Cyril Théréau              |

## Calciomercato

### Sessione estiva(dal 1/7 al 17/8)
| Acquisti         | Acquisti            | Acquisti  | Acquisti                                       |
| R.               | Nome                | da        | Modalità                                       |
| ---------------- | ------------------- | --------- | ---------------------------------------------- |
| P                | Simone Aresti       | Olbia     | definitivo                                     |
| D                | Darijo Srna         |           | svincolato                                     |
| D                | Ragnar Klavan       | Liverpool | definitivo (1,3 milioni €)                     |
| C                | Lucas Castro        | Chievo    | definitivo (6,5 milioni €)                     |
| C                | Filip Bradarić      | Rijeka    | definitivo (5 milioni €)                       |
| C                | Marko Pajač         | Perugia   | fine prestito                                  |
| A                | Alberto Cerri       | Juventus  | prestito (1 milione €) con obbligo di riscatto |
| Altre operazioni |                     |           |                                                |
| R.               | Nome                | da        | Modalità                                       |
| D                | Marco Capuano       | Crotone   | fine prestito                                  |
| D                | Jherson Vergara     | Milan     | definitivo                                     |
| C                | Santiago Colombatto | Perugia   | fine prestito                                  |
| A                | Federico Melchiorri | Carpi     | fine prestito                                  |
| A                | Alessandro Capello  | Padova    | fine prestito                                  |

| Cessioni         | Cessioni            | Cessioni       | Cessioni                                  |
| R.               | Nome                | a              | Modalità                                  |
| ---------------- | ------------------- | -------------- | ----------------------------------------- |
| P                | Luca Crosta         | Olbia          | prestito                                  |
| D                | Leandro Castán      | Roma           | fine prestito                             |
| D                | Senna Miangue       | Standard Liegi | prestito biennale con opzione di riscatto |
| C                | Andrea Cossu        |                | fine carriera                             |
| C                | Alessandro Deiola   | Parma          | prestito                                  |
| A                | Niccolò Giannetti   | Livorno        | prestito                                  |
| A                | Damir Ceter         | Olbia          | prestito                                  |
| A                | Han Kwang-Song      | Perugia        | prestito                                  |
| Altre operazioni |                     |                |                                           |
| R.               | Nome                | a              | Modalità                                  |
| D                | Marco Capuano       | Frosinone      | definitivo (500.000 €)                    |
| D                | Bartosz Salamon     | SPAL           | definitivo (2 milioni €)                  |
| D                | Luka Krajnc         | Frosinone      | definitivo (1 milione €)                  |
| C                | Santiago Colombatto | Verona         | prestito                                  |
| C                | Fabrizio Caligara   | Olbia          | prestito                                  |
| A                | Alessandro Capello  | Padova         | prestito                                  |
| A                | Federico Melchiorri | Perugia        | definitivo (800.000 €)                    |

### Sessione invernale(dal 3/1 al 31/1)
| Acquisti         | Acquisti              | Acquisti       | Acquisti                         |
| R.               | Nome                  | da             | Modalità                         |
| ---------------- | --------------------- | -------------- | -------------------------------- |
| D                | Fabrizio Cacciatore   | Chievo         | prestito con obbligo di riscatto |
| D                | Maxime Leverbe        | Sampdoria      | prestito                         |
| D                | Luca Pellegrini       | Roma           | prestito                         |
| C                | Alessandro Deiola     | Parma          | fine prestito                    |
| C                | Valter Birsa          | Chievo         | definitivo                       |
| C                | Christian Oliva       | Nacional       | definitivo                       |
| C                | Kiril Despodov        | CSKA Sofia     | definitivo                       |
| A                | Cyril Théréau         | Fiorentina     | prestito                         |
| Altre operazioni |                       |                |                                  |
| R.               | Nome                  | da             | Modalità                         |
| D                | Sebastian Walukiewicz | Pogoń Stettino | definitivo                       |

| Cessioni         | Cessioni              | Cessioni       | Cessioni                         |
| R.               | Nome                  | a              | Modalità                         |
| ---------------- | --------------------- | -------------- | -------------------------------- |
| D                | Marko Pajač           | Empoli         | prestito con obbligo di riscatto |
| D                | Marco Andreolli       | Chievo         | definitivo                       |
| C                | Daniele Dessena       | Brescia        | definitivo                       |
| A                | Diego Farias          | Empoli         | prestito con obbligo di riscatto |
| A                | Marco Sau             | Sampdoria      | definitivo                       |
| Altre operazioni |                       |                |                                  |
| R.               | Nome                  | a              | Modalità                         |
| D                | Sebastian Walukiewicz | Pogoń Stettino | prestito                         |

## Risultati

### Serie A

#### Girone di andata
| Arbitro: | Chiffi (Padova) |

|                       |           |  |
| Krunić 14’ Caputo 51’ | Marcatori |  |

| Arbitro: | Pairetto (Torino) |

|                    |           |                                  |
| Pavoletti 10’, 73’ | Marcatori | 53’ Berardi 90+9’ (rig.) Boateng |

| Arbitro: | Maresca (Napoli) |

|  |           |             |
|  | Marcatori | 45’ Barella |

| Arbitro: | Abisso (Palermo) |

|               |           |             |
| João Pedro 4’ | Marcatori | 55’ Higuaín |

| Arbitro: | Calvarese (Teramo) |

|                          |           |  |
| Inglese 20’ Gervinho 47’ | Marcatori |  |

| Cagliari 26 settembre 2018, ore 21:00 CEST 6ª giornata | Cagliari         | 0 – 0 referto | Sampdoria | Sardegna Arena (14 038 spett.)\| Arbitro: \| Rocchi (Firenze) \| |
| Arbitro:                                               | Rocchi (Firenze) |               |           |                                                                  |

| Arbitro: | Massa (Imperia) |

|                           |           |  |
| Martínez 12’ Politano 89’ | Marcatori |  |

| Arbitro: | Pasqua (Tivoli) |

|                              |           |  |
| João Pedro 22’ Pavoletti 68’ | Marcatori |  |

| Arbitro: | Giacomelli (Trieste) |

|                     |           |               |
| Veretout 60’ (rig.) | Marcatori | 69’ Pavoletti |

| Arbitro: | Piccinini (Forlì) |

|                          |           |               |
| Pavoletti 15’ Castro 59’ | Marcatori | 79’ Stępiński |

| Arbitro: | Mariani (Aprilia) |

|                                            |           |                |
| Dybala 1’ Bradarić 38’ (aut.) Cuadrado 87’ | Marcatori | 36’ João Pedro |

| Arbitro: | Doveri (Roma) |

|                          |           |                          |
| Petagna 3’ Antenucci 71’ | Marcatori | 73’ Pavoletti 76’ Ioniță |

| Cagliari 26 novembre 2018, ore 20:30 CET 13ª giornata | Cagliari        | 0 – 0 referto | Torino | Sardegna Arena (15 804 spett.)\| Arbitro: \| Pasqua (Tivoli) \| |
| Arbitro:                                              | Pasqua (Tivoli) |               |        |                                                                 |

| Arbitro: | Serra (Torino) |

|             |           |            |
| Cassata 14’ | Marcatori | 77’ Farias |

| Arbitro: | Mazzoleni (Bergamo) |

|                      |           |                           |
| Ioniță 84’ Sau 90+5’ | Marcatori | 14’ Cristante 41’ Kolarov |

| Arbitro: | Doveri (Roma) |

|  |           |             |
|  | Marcatori | 90+1’ Milik |

| Arbitro: | Manganiello (Pinerolo) |

|                                           |           |                         |
| Milinković-Savić 12’ Acerbi 23’ Lulić 67’ | Marcatori | 90+3’ (rig.) João Pedro |

| Arbitro: | Orsato (Schio) |

|              |           |  |
| Farias 45+3’ | Marcatori |  |

| Arbitro: | Mariani (Aprilia) |

|                          |           |  |
| Pussetto 39’ Behrami 57’ | Marcatori |  |

#### Girone di ritorno
| Arbitro: | Pasqua (Tivoli) |

|                            |           |                         |
| Pavoletti 36’ Farias 90+1’ | Marcatori | 70’ Di Lorenzo 81’ Zajc |

| Arbitro: | Irrati (Pistoia) |

|                                             |           |  |
| Locatelli 9’ Babacar 45+4’ (rig.) Matri 87’ | Marcatori |  |

| Arbitro: | Valeri (Roma) |

|  |           |              |
|  | Marcatori | 50’ Hateboer |

| Arbitro: | La Penna (Roma) |

|                                              |           |  |
| Ceppitelli 13’ (aut.) Paquetá 22’ Piątek 62’ | Marcatori |  |

| Arbitro: | Manganiello (Pinerolo) |

|                    |           |           |
| Pavoletti 66’, 85’ | Marcatori | 40’ Kucka |

| Arbitro: | Massimi (Termoli) |

|                         |           |  |
| Quagliarella 66’ (rig.) | Marcatori |  |

| Arbitro: | Banti (Livorno) |

|                                  |           |              |
| Perišić 31’ (aut.) Pavoletti 43’ | Marcatori | 38’ Martínez |

| Arbitro: | Irrati (Pistoia) |

|                               |           |  |
| Pulgar 34’ (rig.) Soriano 77’ | Marcatori |  |

| Arbitro: | Doveri (Roma) |

|                               |           |            |
| João Pedro 52’ Ceppitelli 66’ | Marcatori | 88’ Chiesa |

| Arbitro: | Abisso (Palermo) |

|  |           |                                        |
|  | Marcatori | 16’ Pisacane 33’ João Pedro 43’ Ioniță |

| Arbitro: | Giacomelli (Trieste) |

|  |           |                      |
|  | Marcatori | 22’ Bonucci 85’ Kean |

| Arbitro: | Banti (Livorno) |

|                         |           |                      |
| Faragò 3’ Pavoletti 60’ | Marcatori | 18’ (rig.) Antenucci |

| Arbitro: | Irrati (Pistoia) |

|          |           |               |
| Zaza 52’ | Marcatori | 75’ Pavoletti |

| Arbitro: | Abisso (Palermo) |

|                       |           |  |
| João Pedro 27’ (rig.) | Marcatori |  |

| Arbitro: | Manganiello (Pinerolo) |

|                                 |           |  |
| Fazio 5’ Pastore 8’ Kolarov 86’ | Marcatori |  |

| Arbitro: | Chiffi (Padova) |

|                                     |           |               |
| Mertens 85’ L. Insigne 90+8’ (rig.) | Marcatori | 63’ Pavoletti |

| Arbitro: | Fabbri (Ravenna) |

|                 |           |                             |
| Pavoletti 90+1’ | Marcatori | 31’ Luis Alberto 53’ Correa |

| Arbitro: | Valeri (Roma) |

|                     |           |               |
| Criscito 89’ (rig.) | Marcatori | 40’ Pavoletti |

| Arbitro: | Volpi (Arezzo) |

|               |           |                              |
| Pavoletti 17’ | Marcatori | 59’ Hallfreðsson 69’ De Maio |

### Coppa Italia

#### Turni eliminatori
| Arbitro: | Valeri (Roma) |

|                    |           |                        |
| Pavoletti 31’, 73’ | Marcatori | 52’ (rig.) Nestorovski |

| Arbitro: | Nasca (Bari) |

|           |           |                       |
| Léris 18’ | Marcatori | 8’ Cerri 68’ Pisacane |

#### Fase finale
| Arbitro: | Piccinini (Forlì) |

|  |           |                             |
|  | Marcatori | 88’ D. Zapata 90+3’ Pašalić |

## Statistiche

### Statistiche di squadra
Aggiornate al 18 maggio 2019.
| Competizione | Punti | In casa | In casa | In casa | In casa | In casa | In casa | In trasferta | In trasferta | In trasferta | In trasferta | In trasferta | In trasferta | Totale | Totale | Totale | Totale | Totale | Totale | DR  |
| Competizione | Punti | G       | V       | N       | P       | Gf      | Gs      | G            | V            | N            | P            | Gf           | Gs           | G      | V      | N      | P      | Gf     | Gs     | DR  |
| ------------ | ----- | ------- | ------- | ------- | ------- | ------- | ------- | ------------ | ------------ | ------------ | ------------ | ------------ | ------------ | ------ | ------ | ------ | ------ | ------ | ------ | --- |
| Serie A      | 41    | 19      | 8       | 6       | 5       | 23      | 20      | 19           | 2            | 5            | 12           | 13           | 34           | 38     | 10     | 11     | 17     | 36     | 54     | -18 |
| Coppa Italia | -     | 2       | 1       | 0       | 1       | 2       | 3       | 1            | 1            | 0            | 0            | 2            | 1            | 3      | 2      | 0      | 1      | 4      | 4      | 0   |
| Totale       | -     | 21      | 9       | 6       | 6       | 25      | 23      | 20           | 3            | 5            | 12           | 15           | 35           | 41     | 12     | 11     | 18     | 40     | 58     | -18 |

### Andamento in campionato
| Giornata  | 1  | 2  | 3  | 4  | 5  | 6  | 7  | 8  | 9  | 10 | 11 | 12 | 13 | 14 | 15 | 16 | 17 | 18 | 19 | 20 | 21 | 22 | 23 | 24 | 25 | 26 | 27 | 28 | 29 | 30 | 31 | 32 | 33 | 34 | 35 | 36 | 37 | 38 |
| --------- | -- | -- | -- | -- | -- | -- | -- | -- | -- | -- | -- | -- | -- | -- | -- | -- | -- | -- | -- | -- | -- | -- | -- | -- | -- | -- | -- | -- | -- | -- | -- | -- | -- | -- | -- | -- | -- | -- |
| Luogo     | T  | C  | T  | C  | T  | C  | T  | C  | T  | C  | T  | T  | C  | T  | C  | C  | T  | C  | T  | C  | T  | C  | T  | C  | T  | C  | T  | C  | T  | C  | C  | T  | C  | T  | T  | C  | T  | C  |
| Risultato | P  | N  | V  | N  | P  | N  | P  | V  | N  | V  | P  | N  | N  | N  | N  | P  | P  | V  | P  | N  | P  | P  | P  | V  | P  | V  | P  | V  | V  | P  | V  | N  | V  | P  | P  | P  | N  | P  |
| Posizione | 19 | 15 | 12 | 12 | 12 | 15 | 17 | 13 | 14 | 12 | 14 | 13 | 13 | 13 | 13 | 13 | 14 | 13 | 13 | 13 | 14 | 15 | 15 | 14 | 14 | 14 | 14 | 14 | 12 | 13 | 12 | 12 | 10 | 11 | 12 | 12 | 12 | 15 |

Fonte:  Serie A – Classifica, su legaseriea.it. URL consultato il 5 luglio 2018 (archiviato dall'url originale il 12 giugno 2018).
Legenda:

Luogo: C = Casa; T = Trasferta. Risultato: V = Vittoria; N = Pareggio; P = Sconfitta.

### Statistiche dei giocatori
| Giocatore      | Serie A  | Serie A | Serie A     | Serie A    | Coppa Italia | Coppa Italia | Coppa Italia | Coppa Italia | Totale   | Totale | Totale      | Totale     |
| Giocatore      | Presenze | Reti    | Ammonizioni | Espulsioni | Presenze     | Reti         | Ammonizioni  | Espulsioni   | Presenze | Reti   | Ammonizioni | Espulsioni |
| -------------- | -------- | ------- | ----------- | ---------- | ------------ | ------------ | ------------ | ------------ | -------- | ------ | ----------- | ---------- |
| M. Andreolli   | 3        | 0       | 1           | 0          | 1            | 0            | 0            | 0            | 4        | 0      | 1           | 0          |
| S. Aresti      | 0        | 0       | 0           | 0          | 0            | 0            | 0            | 0            | 0        | 0      | 0           | 0          |
| N. Barella     | 35       | 1       | 9           | 2          | 3            | 0            | 0            | 0            | 38       | 1      | 9           | 2          |
| V. Birsa       | 12       | 0       | 0           | 0          | 1            | 0            | 0            | 0            | 13       | 0      | 0           | 0          |
| F. Bradarić    | 26       | 0       | 5           | 0          | 2            | 0            | 0            | 0            | 28       | 0      | 5           | 0          |
| F. Cacciatore  | 7        | 0       | 2           | 0          | 0            | 0            | 0            | 0            | 7        | 0      | 2           | 0          |
| L. Castro      | 12       | 1       | 1           | 0          | 1            | 0            | 0            | 0            | 13       | 1      | 1           | 0          |
| L. Ceppitelli  | 24       | 1       | 6           | 2          | 2            | 0            | 0            | 0            | 26       | 1      | 6           | 2          |
| A. Cerri       | 15       | 0       | 3           | 0          | 2            | 1            | 0            | 0            | 17       | 1      | 3           | 0          |
| L. Cigarini    | 25       | 0       | 9           | 0          | 3            | 0            | 2            | 0            | 28       | 0      | 11          | 0          |
| A. Cragno      | 38       | -54     | 1           | 0          | 2            | -3           | 0            | 0            | 40       | -57    | 1           | 0          |
| A. Deiola      | 10       | 0       | 2           | 0          | 0            | 0            | 0            | 0            | 10       | 0      | 2           | 0          |
| K. Despodov    | 4        | 0       | 0           | 0          | 0            | 0            | 0            | 0            | 4        | 0      | 0           | 0          |
| D. Dessena     | 11       | 0       | 3           | 0          | 1            | 0            | 0            | 0            | 12       | 0      | 3           | 0          |
| R. Doratiotto  | 1        | 0       | 0           | 0          | 0            | 0            | 0            | 0            | 1        | 0      | 0           | 0          |
| P. Faragò      | 25       | 1       | 8           | 1          | 3            | 0            | 1            | 0            | 28       | 1      | 9           | 1          |
| D. Farias      | 15       | 3       | 3           | 0          | 3            | 0            | 1            | 0            | 18       | 3      | 4           | 0          |
| A. Ioniță      | 37       | 3       | 4           | 1          | 2            | 0            | 0            | 0            | 39       | 3      | 4           | 1          |
| João Pedro     | 34       | 7       | 3           | 1          | 2            | 0            | 0            | 0            | 36       | 7      | 3           | 1          |
| R. Klavan      | 15       | 0       | 2           | 0          | 0            | 0            | 0            | 0            | 15       | 0      | 2           | 0          |
| M. Leverbe     | 0        | 0       | 0           | 0          | 0            | 0            | 0            | 0            | 0        | 0      | 0           | 0          |
| C. Lykogiannīs | 11       | 0       | 1           | 0          | 1            | 0            | 0            | 0            | 12       | 0      | 1           | 0          |
| C. Oliva       | 0        | 0       | 0           | 0          | 0            | 0            | 0            | 0            | 0        | 0      | 0           | 0          |
| S. Padoin      | 30       | 0       | 2           | 0          | 2            | 0            | 0            | 0            | 32       | 0      | 2           | 0          |
| M. Pajač       | 3        | 0       | 0           | 0          | 1            | 0            | 0            | 0            | 4        | 0      | 0           | 0          |
| L. Pavoletti   | 32       | 16      | 6           | 0          | 2            | 2            | 0            | 0            | 34       | 18     | 6           | 0          |
| L. Pellegrini  | 12       | 0       | 3           | 1          | 0            | 0            | 0            | 0            | 12       | 0      | 3           | 1          |
| F. Pisacane    | 28       | 1       | 6           | 0          | 1            | 1            | 0            | 0            | 29       | 2      | 6           | 0          |
| Rafael         | 0        | 0       | 0           | 0          | 1            | -1           | 0            | 0            | 1        | -1     | 0           | 0          |
| F. Romagna     | 18       | 0       | 2           | 0          | 3            | 0            | 0            | 0            | 21       | 0      | 2           | 0          |
| M. Sau         | 14       | 1       | 4           | 0          | 1            | 0            | 0            | 0            | 15       | 1      | 4           | 0          |
| D. Srna        | 26       | 0       | 5           | 1          | 2            | 0            | 0            | 0            | 28       | 0      | 5           | 1          |
| C. Théréau     | 5        | 0       | 0           | 0          | 0            | 0            | 0            | 0            | 5        | 0      | 0           | 0          |
| F. Verde       | 1        | 0       | 0           | 0          | 0            | 0            | 0            | 0            | 1        | 0      | 0           | 0          |

## Giovanili

### Organigramma
Area direttiva e organizzativa
- Responsabile Organizzativo Settore Giovanile: Oscar Erriu
- Responsabile Tecnico Settore Giovanile: Martino Melis
- Segretario settore giovanile: Matteo Stagno
- Responsabile Attività di Base[N 5]: Sergio Fadda

Allenatori squadre maschili
- Primavera: Massimiliano Canzi[90] - Vice: Alessandro Agostini[90]
- Under-17: Martino Melis[90] - Vice: Gianmarco Giandon[90]
- Under-16: Luigi Lavecchia[90] - Vice: Alberto Piras[90]
- Under-15: Daniele Zini[90] - Vice: Fabrizio Ruzzu[90]

Allenatori squadre femminili
- Under-15: Giuseppe Panarello
- Under-12: Giuseppe Panarello

### Piazzamenti
- Primavera: 
  - Campionato: 7º posto, non qualificata ai play-off.[91]
  - Coppa Italia: Ottavi di finale.[92]
  - Torneo di Viareggio: Fase a gironi.[93]
- Under-17 maschile:  7º posto, non qualificata ai play-off.
- Under-16:  10º posto, non qualificata ai play-off.
- Under-15 maschile:  4º posto, eliminata dalla SPAL al primo turno dei play-off.
- Under-17 femminile: 1º posto nel concentramento regionale, eliminata dall'Inter nei quarti di finale dei play-off.
- Under-15 femminile: 2º posto nel girone eliminatorio, 4º posto nel girone delle Finali Interregionali.

### Annotazioni
1. 1 2 3 4 5  Ceduto durante la sessione invernale di calciomercato.
2. 1 2 3 4 5 6 7 8  Acquistato durante la sessione invernale di calciomercato.
3. 1 2 3 4 5  Aggregato alla prima squadra dalla formazione primavera.
4. 1 2 3 4 5  Ceduto durante la sessione estiva di calciomercato.
5. ↑  Rientrano in questa denominazione le squadre Under-8, Under-9, Under-10 Rossi e Under-10 Blu, Under-11, Under-12 Femminile, Under-12 Elite e Under-13. Fonte:  Cagliari Calcio - Giovanili, su cagliaricalcio.com. URL consultato il 2 luglio 2018.

### Fonti
1. ↑   10.570 grazie!, su cagliaricalcio.com, 7 settembre 2018. URL consultato il 9 settembre 2018.
2. 1 2 3 4 5 6 7 8 9 10 11 12 13 14 15 16 17 18 19 20 21 22 23 24 25 26 27 28 29 30 31 32 33 34 35 36 37 38 39 40   Statistiche Spettatori Serie A 2018-2019, su stadiapostcards.com. URL consultato il 6 settembre 2018 (archiviato dall'url originale il 30 agosto 2018).
3. ↑  Minimo stagionale assoluto negli ottavi di finale di Coppa Italia: 10 119 vs Atalanta (14 gennaio 2019), ma con Curva Sud chiusa al pubblico.
A stadio completamente aperto, minimo assoluto nel terzo turno di Coppa Italia: 10 201 vs Palermo (12 agosto 2018)
4. ↑   Si ricomincia!, su cagliaricalcio.com, 4 luglio 2018. URL consultato il 16 luglio 2018.
5. 1 2   Benvenuto Darijo!, su cagliaricalcio.com, 22 giugno 2018. URL consultato il 16 luglio 2018 (archiviato dall'url originale il 9 luglio 2018).
6. 1 2   Ragnar Klavan al Cagliari, su cagliaricalcio.com, 17 agosto 2018. URL consultato il 17 agosto 2018 (archiviato dall'url originale l'11 aprile 2019).
7. 1 2   Lucas Castro è rossoblù, su cagliaricalcio.com, 30 giugno 2018. URL consultato il 16 luglio 2018 (archiviato dall'url originale il 14 agosto 2020).
8. 1 2   Benvenuto, Filip!, su cagliaricalcio.com, 3 agosto 2018. URL consultato il 5 agosto 2018 (archiviato dall'url originale il 18 maggio 2020).
9. 1 2   Pajac sino al 2021, su cagliaricalcio.com, 27 giugno 2018. URL consultato il 20 agosto 2018 (archiviato dall'url originale il 2 aprile 2019).
10. 1 2   Bentornato in rossoblu Alberto Cerri, su cagliaricalcio.com, 12 luglio 2018. URL consultato il 16 luglio 2018 (archiviato dall'url originale il 2 dicembre 2019).
11. 1 2   Aresti al Cagliari, su cagliaricalcio.com, 30 giugno 2018. URL consultato il 16 luglio 2018 (archiviato dall'url originale il 19 agosto 2022).
12. 1 2 3   Federico Melchiorri al Perugia, su cagliaricalcio.com, 11 luglio 2018. URL consultato il 16 luglio 2018 (archiviato dall'url originale il 17 gennaio 2022).
13. 1 2 3   Salamon alla Spal e Krajnc al Frosinone, su cagliaricalcio.com, 20 giugno 2018. URL consultato il 5 luglio 2018 (archiviato dall'url originale il 28 giugno 2019).
14. 1 2   Miangue allo Standard Liegi, su cagliaricalcio.com, 28 giugno 2018. URL consultato il 5 luglio 2018 (archiviato dall'url originale il 29 giugno 2018).
15. 1 2   Giannetti al Livorno, su cagliaricalcio.com, 26 luglio 2018. URL consultato il 26 luglio 2018.
16. 1 2 3   Colombatto al Verona, su cagliaricalcio.com, 16 agosto 2018. URL consultato il 16 agosto 2018 (archiviato dall'url originale il 22 gennaio 2021).
17. 1 2   Alessandro Deiola al Parma, su cagliaricalcio.com, 17 agosto 2018. URL consultato il 17 agosto 2018 (archiviato dall'url originale il 28 agosto 2023).
18. 1 2   Han al Perugia, su cagliaricalcio.com, 15 agosto 2018. URL consultato il 16 agosto 2018.
19. 1 2   Crosta all'Olbia, su cagliaricalcio.com, 17 luglio 2018. URL consultato il 18 luglio 2018.
20. ↑   Pinna all'Olbia, su cagliaricalcio.com, 14 luglio 2018. URL consultato il 16 luglio 2018.
21. ↑   Tetteh all'Olbia, su cagliaricalcio.com, 30 giugno 2018. URL consultato il 16 luglio 2018.
22. ↑   Biancu rinnova con il Cagliari, su cagliaricalcio.com, 17 luglio 2018. URL consultato il 18 luglio 2018.
23. 1 2   Caligara all’Olbia, su cagliaricalcio.com, 16 agosto 2018. URL consultato il 16 agosto 2018 (archiviato dall'url originale il 26 marzo 2019).
24. 1 2   Ceter all’Olbia, su cagliaricalcio.com, 28 giugno 2018. URL consultato il 16 luglio 2018 (archiviato dall'url originale il 29 giugno 2018).
25. 1 2   Cagliari-Atlético Madrid 0-1, su cagliaricalcio.com, 8 agosto 2018. URL consultato il 9 agosto 2018 (archiviato dall'url originale il 10 agosto 2020).
26. ↑   Serie A, Spal-Cagliari 2-2: Pavoletti e Ionita firmano la rimonta dei sardi, su La Gazzetta dello Sport - Tutto il rosa della vita. URL consultato il 20 aprile 2019.
27. 1 2   Birsa al Cagliari, su cagliaricalcio.com, 9 gennaio 2019. URL consultato il 10 gennaio 2019 (archiviato dall'url originale il 5 novembre 2019).
28. 1 2 3   Walukiewicz al Cagliari, su cagliaricalcio.com, 15 gennaio 2019. URL consultato il 22 gennaio 2019 (archiviato dall'url originale il 15 agosto 2020).
29. 1 2   Christian Oliva è rossoblù, su cagliaricalcio.com, 25 gennaio 2019. URL consultato il 26 gennaio 2019 (archiviato dall'url originale il 4 agosto 2020).
30. 1 2   Sau alla Sampdoria, su cagliaricalcio.com, 31 gennaio 2019. URL consultato il 1º febbraio 2019.
31. 1 2   Farias all’Empoli, su cagliaricalcio.com, 31 gennaio 2019. URL consultato il 31 gennaio 2019.
32. 1 2   Cacciatore al Cagliari, su cagliaricalcio.com, 31 gennaio 2019. URL consultato il 31 gennaio 2019 (archiviato dall'url originale il 25 giugno 2022).
33. 1 2   Pellegrini al Cagliari, su cagliaricalcio.com, 31 gennaio 2019. URL consultato il 31 gennaio 2019 (archiviato dall'url originale il 31 agosto 2019).
34. 1 2   Leverbe al Cagliari, su cagliaricalcio.com, 31 gennaio 2019. URL consultato il 31 gennaio 2019 (archiviato dall'url originale l'8 novembre 2020).
35. 1 2   Despodov è del Cagliari, su cagliaricalcio.com, 30 gennaio 2019. URL consultato il 31 gennaio 2019 (archiviato dall'url originale il 2 settembre 2019).
36. 1 2   Théréau al Cagliari, su cagliaricalcio.com, 31 gennaio 2019. URL consultato il 1º febbraio 2019 (archiviato dall'url originale il 23 settembre 2020).
37. ↑   Le pagelle di Cagliari-Empoli 2-2: brillano Zajc e Pavoletti, serata no per Veseli e Joao Pedro, su Eurosport, 20 gennaio 2019. URL consultato il 20 aprile 2019.
38. ↑   Federico Folzani, Serie A: Locatelli, Babacar e Matri lanciano il Sassuolo, Cagliari ko 3-0 [collegamento interrotto], su Calcio&MercatoT8, 26 gennaio 2019. URL consultato il 20 aprile 2019.
39. ↑   Icona Digital, Riccardo Spignesi, Giulini (pres. Cagliari): “Barella, a gennaio offerta dall’Italia”. Dall’Inter?, su Inter-News, 20 aprile 2019. URL consultato il 20 aprile 2019.
40. ↑   Marco Castoni, Non c’è più Barella, su blogcagliaricalcio1920.net, 14 febbraio 2019. URL consultato il 21 aprile 2019.
41. ↑   Cagliari-Atalanta 0-1: Hateboer lancia i bergamaschi in zona Champions, su Repubblica.it, 4 febbraio 2019. URL consultato il 20 aprile 2019.
42. ↑   Cagliari, Maran a rischio esonero, su Virgilio Sport. URL consultato il 20 aprile 2019 (archiviato dall'url originale il 20 aprile 2019).
43. ↑   Cagliari, ennesima sconfitta a San Siro: ora Maran rischia davvero l'esonero, su Tutto Calcio News, 11 febbraio 2019. URL consultato il 20 aprile 2019 (archiviato dall'url originale il 20 aprile 2019).
44. 1 2   Giacomo Pateri, Maran a rischio? Cagliari-Parma potrebbe essere decisiva, su Calcio Casteddu, 12 febbraio 2019. URL consultato il 20 aprile 2019.
45. 1 2   Milan-Cagliari, Maran: Parma decisiva, su calciomercato.it. URL consultato il 20 aprile 2019.
46. ↑   Cagliari-Parma 2-1: super Pavoletti segna due volte e Maran respira, su ilmessaggero.it. URL consultato il 20 aprile 2019.
47. ↑   Samp-Cagliari 1-0, decide Quagliarella - Sardegna, su Agenzia ANSA, 24 febbraio 2019. URL consultato il 20 aprile 2019.
48. ↑   Cagliari-Inter 2-1: autogol di Perisic, Lautaro e Pavoletti, su La Gazzetta dello Sport - Tutto il rosa della vita. URL consultato il 20 aprile 2019.
49. ↑   Sky Sport, Pulgar-Soriano: 2-0 del Bologna sul Cagliari, su sport.sky.it. URL consultato il 20 aprile 2019.
50. ↑   Cagliari-Fiorentina 2-1. Viola spenti e travolti. Chiesa non basta, su La Gazzetta dello Sport - Tutto il rosa della vita. URL consultato il 20 aprile 2019.
51. ↑   Matteo Culurgioni, Cagliari, sfatato il tabù Chievo: crolla il muro del Bentegodi, su Cagliari News 24, 30 marzo 2019. URL consultato il 20 aprile 2019.
52. ↑   Juve, fischi e buu per Kean. E lui dopo il gol sfida la curva del Cagliari, su La Gazzetta dello Sport - Tutto il rosa della vita. URL consultato il 20 aprile 2019.
53. ↑   Il Toro frena di nuovo, con il Cagliari è solo 1-1. Zaza fa e disfa: prima il gol, poi il rosso, su LaStampa.it. URL consultato il 20 aprile 2019.
54. ↑   Cagliari-Frosinone 1-0, Joao Pedro firma la vittoria salvezza, su Repubblica.it, 20 aprile 2019. URL consultato il 20 aprile 2019.
55. ↑   Serie A Roma-Cagliari 3-0, il tabellino, su corrieredellosport.it. URL consultato il 18 maggio 2019.
56. ↑   Le pagelle di Cagliari-Lazio 1-2: Caicedo dai due volti, Luis Alberto al top, su Eurosport, 11 maggio 2019. URL consultato il 18 maggio 2019.
57. ↑  GianlucaDiMarzio.com Cagliari, il ds Carli e il VAR: "Per noi un punto è vita, ci sentiamo presi in giro"
58. ↑  Fox Sports - Napoli-Cagliari, Rizzoli sul rigore: "Nessun dubbio"
59. ↑  CagliariNews24 - Giulini: «Mai parlato del supporto del VAR in 3D»
60. ↑   Salvezza matematica, su cagliaricalcio.com, 18 maggio 2019. URL consultato il 18 maggio 2019.
61. ↑   Var-Criscito, il Genoa agguanta il pari all'89': il Cagliari è salvo, su La Gazzetta dello Sport - Tutto il rosa della vita. URL consultato il 18 maggio 2019.
62. ↑   Cagliari-Udinese 1-2, su cagliaricalcio.com, 26 maggio 2019. URL consultato il 27 maggio 2019.
63. ↑   Cagliari Calcio e Birra Ichnusa: due anime sarde, su cagliaricalcio.com, 22 luglio 2016. URL consultato il 31 maggio 2018.
64. ↑   Nieddittas nuovo sponsor del Cagliari, su cagliaricalcio.com, 13 agosto 2017. URL consultato il 2 luglio 2018.
65. ↑   Macron nuovo sponsor tecnico del Cagliari Calcio, su cagliaricalcio.com, 1º luglio 2016. URL consultato il 20 maggio 2018.
66. ↑   Fluorsid sponsor di manica, su cagliaricalcio.com, 6 dicembre 2018. URL consultato il 7 dicembre 2018.
67. ↑   Si fa sul serio, su cagliaricalcio.com, 12 agosto 2018. URL consultato il 13 agosto 2018.
68. ↑   Il Cagliari e Azimut insieme, su cagliaricalcio.com, 13 gennaio 2019. URL consultato il 13 gennaio 2019.
69. 1 2 3 4 5   Cagliari e Macron ancora insieme fino al 2023, su cagliaricalcio.com, 23 maggio 2018. URL consultato l'8 luglio 2018.
70. 1 2 3 4 5 6   La seconda maglia 2018-19, su cagliaricalcio.com, 6 luglio 2018. URL consultato l'8 luglio 2018.
71. ↑   La nostra terza maglia, su cagliaricalcio.com, 12 agosto 2018. URL consultato il 12 agosto 2018.
72. ↑   Circolare n°6: Confondibilità Colori Divise Serie A, Serie B, LegaPro e LND Coppa Italia: CAMBIO DELLE MAGLIE IN CASO DI COLORI CONFONDIBILI (ALLEGATO) (PDF), su legaseriea.it, 27 luglio 2018. URL consultato il 12 agosto 2018 (archiviato dall'url originale il 12 agosto 2018).
73. 1 2   Organigramma, su cagliaricalcio.com. URL consultato il 2 luglio 2018 (archiviato dall'url originale il 19 ottobre 2017).
74. ↑   Rinnovato il CDA del club, su cagliaricalcio.com, 1º febbraio 2018. URL consultato il 2 luglio 2018.
75. ↑   Conti Responsabile dell’area tecnica, su cagliaricalcio.com, 8 giugno 2018. URL consultato il 2 luglio 2018 (archiviato dall'url originale il 22 febbraio 2020).
76. ↑   Benvenuto Mister, su cagliaricalcio.com, 7 giugno 2018. URL consultato il 2 luglio 2018 (archiviato dall'url originale il 10 agosto 2019).
77. 1 2 3 4 5 6 7   Lo staff tecnico della prima squadra, su cagliaricalcio.com, 7 giugno 2018. URL consultato il 2 luglio 2018 (archiviato dall'url originale il 28 agosto 2020).
78. ↑   Petrarca nuovo preparatore atletico, su cagliaricalcio.com, 19 giugno 2018. URL consultato il 2 luglio 2018.
79. ↑   Riccardo Guffanti a capo dell’area scouting, su cagliaricalcio.com, 21 agosto 2018. URL consultato il 22 agosto 2018.
80. ↑   I numeri di maglia, su cagliaricalcio.com, 6 agosto 2018. URL consultato il 7 agosto 2018.
81. ↑   I convocati per Cagliari-Palermo, su cagliaricalcio.com, 11 agosto 2018. URL consultato l'11 agosto 2018.
82. ↑  A referto e in panchina dalla 1ª alla 8ª giornata di campionato e nel terzo turno di Coppa Italia, con il rientro dall'infortunio di Rafael, ritorna stabilmente nella squadra Primavera. A gennaio cede la maglia numero 12 a Cacciatore.
83. 1 2   Marco Capuano al Frosinone, su cagliaricalcio.com, 17 agosto 2018. URL consultato il 17 agosto 2018 (archiviato dall'url originale il 14 dicembre 2019).
84. ↑   Jherson Vergara all’Olbia, su cagliaricalcio.com, 17 agosto 2018. URL consultato il 20 agosto 2018 (archiviato dall'url originale il 25 settembre 2020).
85. 1 2   Capello al Padova, su cagliaricalcio.com, 13 luglio 2018. URL consultato il 16 luglio 2018 (archiviato dall'url originale il 21 dicembre 2019).
86. ↑   Deiola al Cagliari, su cagliaricalcio.com, 22 gennaio 2019. URL consultato il 22 gennaio 2019.
87. ↑   Pajac all’Empoli, su cagliaricalcio.com, 31 gennaio 2019. URL consultato il 31 gennaio 2019 (archiviato dall'url originale il 31 luglio 2019).
88. ↑   Andreolli al Chievo, su cagliaricalcio.com, 31 gennaio 2019. URL consultato il 1º febbraio 2019 (archiviato dall'url originale il 17 novembre 2019).
89. ↑   Dessena al Brescia, su cagliaricalcio.com, 10 gennaio 2019. URL consultato il 10 gennaio 2019.
90. 1 2 3 4 5 6 7 8   Lo staff tecnico del settore giovanile, su cagliaricalcio.com, 17 giugno 2018. URL consultato il 2 luglio 2018 (archiviato dall'url originale il 23 settembre 2020).
91. ↑   Primavera, non basta il cuore, su cagliaricalcio.com, 26 maggio 2019. URL consultato il 28 maggio 2019.
92. ↑   Primavera fuori dalla TIM Cup, su cagliaricalcio.com, 19 dicembre 2018. URL consultato il 15 marzo 2019.
93. ↑   Primavera fuori dalla Viareggio Cup, su cagliaricalcio.com, 15 marzo 2019. URL consultato il 15 marzo 2019.